# رگلاتور (گازی)

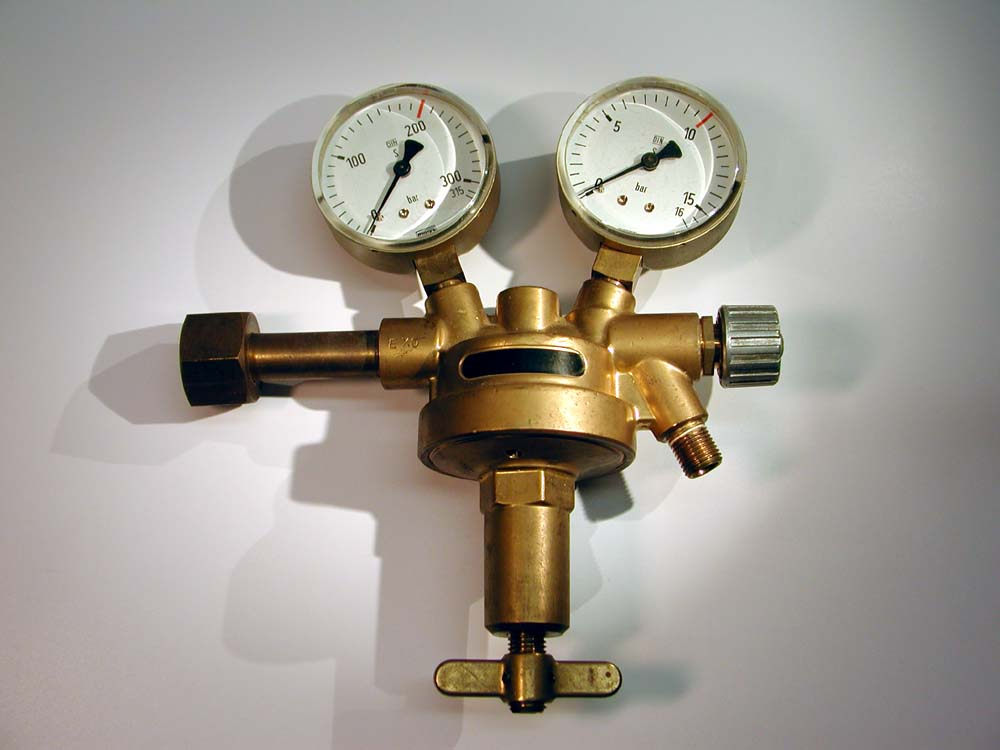
رگلاتور برنجی برای کنترل فشار گاز دارای تو نمایشگر آنالوگ

رگلاتور دستگاهی است که در صورت تغییر جریان ناگهانی گاز، می‌تواند فشار آن را در حد معینی کنترل کند و آن را به حد تعدیل برساند.

## قسمتهای اصلی رگلاتور
1. قسمت بارگذار(به انگلیسی: Loading) تشکیل شده‌اند از وزنه، فنر، فشار گاز.
2. قسمت اندازه گیر(به انگلیسی: Measuring) یا مقایسه (دیافراگم).
3. عمل کننده یا شیر مانع(به انگلیسی: Ristractor) (سیت اریفیس)

رگلاتورها از نظر ساختمانی در انواع فنری(به انگلیسی: Spring Loading)و پایلوت دار (به انگلیسی: Pilot Regulator operated) عرضه می گردند. 
در رگلاتورهای پایلوت دار تغییرات فشار خروجی با نیروی فنر در رگلاتور متری دیگر به نام پایلوت مقایسه  شده و نتیجه آن به صورت فشار گاز به دیافراگم رگلاتور اصلی اعمال می گردد و به عبارت دیگر تغییرات فشار خروجی تقویت شده و سپس باعث تغییر وضعیت شیر منع میگردد.
پایلوت عبارت است از یک رگلاتور فنری که از فشار ورودی تغذیه شده و متناسب با میزان فشردگی فنر خود فشار خروجی را مهیا می سازد.این فشار به عنوان فشار فرمان روی رگلاتور اصلی اعمال می شود.
از مشخصه فنی که در انتخاب رگلاتورها اهمیت بسیار دارد ظرفیت آنها می‌باشد که رابطه مستقیم با فشار ورودی و خروجی و چگالی گاز و شکل بدنه آن دارد به طوریکه نسبت بین فشار ورودی (P1)  و خروجی (P2)  تعیین کننده نوع جریان خروجی رگلاتور می‌باشد و اگر نسبت P2<P1/2 باشد جریان کاملاً بحرانی و  P2=P1/2  جریان بحرانی و P2>P1/2  جریان غیر بحرانی خواهد بود.  
اگر  k ضریب ثابت رگلاتور که بستگی به ساختمان رگلاتور و نوع سیال عبوری دارد باشد معادله کلی جریان در رگلاتورها به صورت :     
‎
Q=K(P2(P1-P2))½
‎
است که با توجه به آن و جداول موجود به راحتی می توان ظرفیت رگلاتور را در فشارهای مورد نظر بدست آورد.